# CQ ham radio
CQ ham radio (auch genannt CQ-Magazin) ist eine japanische Fachzeitschrift zum Thema Amateurfunk. Sie erscheint seit Oktober 1946 monatlich in bisher etwa 900 Ausgaben und gehört mit einer Auflage von rund 55.000 Exemplaren zu den am weitesten verbreiteten Amateurfunkmagazinen der Welt.

## Name
Der Doppelbuchstabe CQ im Titel ist eine unter Funkamateuren sehr bekannte Abkürzung mit der Bedeutung eines allgemeinen Anrufs. Lautmalerisch kann CQ als englisch Seek You („Suche dich“) interpretiert werden.
Ham ist eine aus dem Englischen stammende und auch im Deutschen gebräuchliche Kurzbezeichnung für einen Funkamateur und bedeutet zusammen mit Radio hier Amateurfunk.

## Geschichte
Das Magazin kooperiert mit dem japanischen Amateurfunkverband, der Japan Amateur Radio League (JARL), und befasst sich mit den typischen Themen der Funktechnik, insbesondere der Amateurfunktechnik, wie Gerätetechnik, Antennentechnik, Elektronik, Funkwellenausbreitung, Betriebsarten, Betriebstechnik, Amateurfunkgeräte und Verbandsaktivitäten wie Funksport, DXpeditionen und so weiter.
Zum Zeitpunkt der Erstveröffentlichung wurde es als Journal der JARL herausgegeben. Mit der sechsten Ausgabe im Juni 1948 übernahm der CQ-Verlag diese Aufgabe. Nicht verwechselt werden darf CQ ham radio mit dem amerikanischen Amateurfunkmagazin CQ Amateur Radio, welches häufig auch als das CQ magazine, kurz CQ, bezeichnet wird. Um Verwechslungen vorzubeugen, wird Letzteres in Japan üblicherweise als US-CQ magazine bezeichnet.
Im Juni 2021 erschien eine Sonderausgabe der CQ ham radio aus Anlass des 75-jährigen Jubiläums der Erstausgabe von 1946, die einen Rückblick auf die vergangenen 75 Jahre ununterbrochenen Erscheinens des Magazins enthielt.